# Olimpia Elbląg

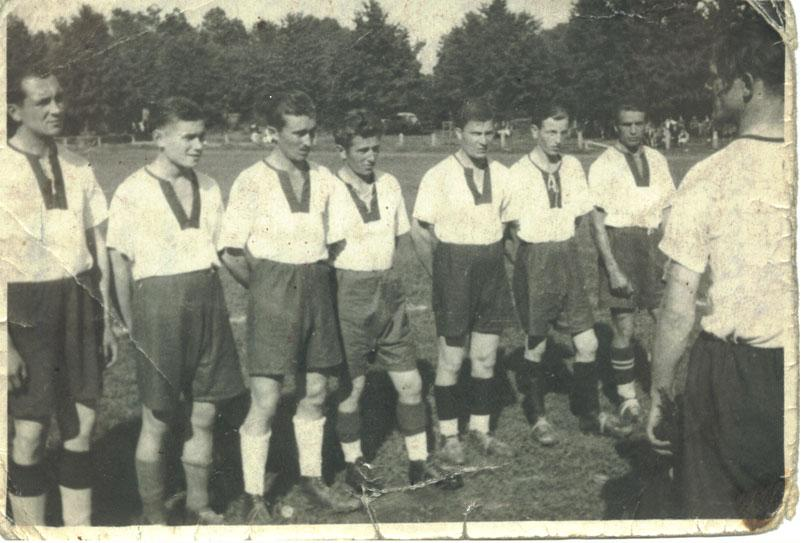
Olimpia Elbląg 1945

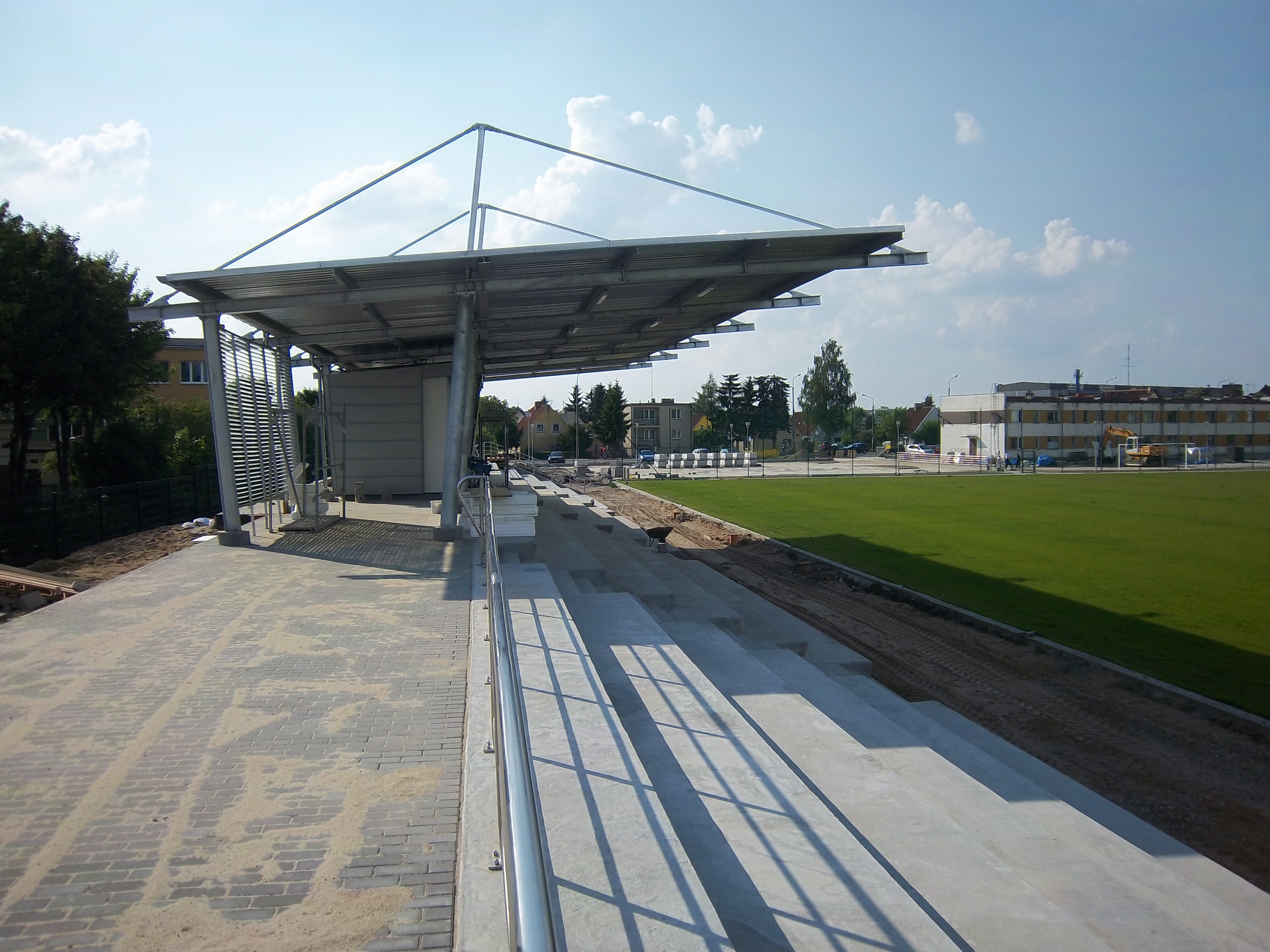
Stadion Miejski (Elbląg)

El Olimpia Elbląg, también conocido como el Olimpia de Elbląg, es un equipo de fútbol de la ciudad de Elbląg, en Polonia. Actualmente milita en la I Liga, que es la segunda división del fútbol de ese país.

## Jugadores (Plantilla 2008/09)
- Actualizado al 20 de marzo de 2009.

## Distinciones individuales
- Bartosz Białkowski
- Adam Fedoruk
- Jānis Intenbergs
- Wojciech Łazarek (Entrenador)
- Piotr Trafarski